# Луцій Корнелій Лентул (консул 327 року до н. е.)
Луцій Корнелій Лентул (близько 370 — 315/310 роки до н. е.) — політичний, державний та військовий діяч Римської республіки.

## Життєпис
Походив з патриціанського роду Корнелієв Лентулів. Син Гнея Корнелія Лентула. У 327 році до н. е. його обрано консулом разом з Квінтом Публілієм Філоном. Керував армією у Кампанії проти самнітів. Згідно з постановою сенату призначив Марка Клавдія Марцелла диктатором. Утім це рішення було скасовано авгурами.
У 321 році до н. е. був легатом у римській армії, яка воювала з самнітами. Після поразки римлян у Кавдинській ущелині Лентул виступив за перемовини з ворогами, призначений старшим послом й наполіг на прийняті умов самнітів.
У 320 році до н. е. призначений диктатором. Воював з самнітами, яким завдав поразки при Кавдії, після чого захопив м. Луцерію. За ці успіхи отримав агномен Кавдін. Подальша доля Луція Корнелія Лентула не відома.

## Родина
- Karl-Ludwig Elvers: [I 35] C. Lentulus, L.. // Der Neue Pauly. Bd. 3 (1997), Sp. 173.

1. 1 2  Digital Prosopography of the Roman Republic
2. 1 2  Thomas Robert Shannon Broughton The Magistrates of the Roman Republic — Society for Classical Studies, 1951. — ISBN 0-89130-812-1, 0-89130-811-3